# Cambria megye
Cambria megye az Amerikai Egyesült Államokban, azon belül Pennsylvania államban található. Megyeszékhelye Ebensburg, legnagyobb városa Johnstown. Lakosainak száma 133 472 fő (2020. április 1.). Cambria megye Clearfield, Bedford, Blair, Somerset, Westmoreland és Indiana megyékkel határos.

## Népesség
A megye népességének változása:
| Lakosok száma | 143 447 | 142 568 | 141 541 | 140 499 | 136 411 | 133 472 |
|               | 2010    | 2011    | 2012    | 2013    | 2015    | 2020    |